# 加茂牛

伊勢農業協同組合鳥羽支店前にある加茂牛の像

加茂牛（かもぎゅう）は、三重県鳥羽市の加茂地区で飼育されている肉牛およびその牛肉。品種はホルスタインである。
かつては複数の農家が加茂牛を飼育していたが、現在では木田牧場のみとなっている。

## 概要
鳥羽市は、市域の大半は山地であり、市の南西部に位置する加茂地区では、乳牛であるホルスタインの雄牛を肉牛として飼育している。過去には和牛も飼育していた。1997年（平成9年）時点では、加茂地区の岩倉町や松尾町でも飼育されていた。しかし現在は河内町で約2000頭の牛を飼育する木田牧場が唯一の加茂牛飼育農家となっている。
木田牧場は約200頭の牛を飼い、夫婦で牧場を経営している。現在の経営者は会社勤めの後にアメリカ合衆国にて2年の研修を受け、父から牧場を引き継いだ。牧場はウシの飼育に適した山深くに立地する。牛舎は風通しの良い開放型で、西日が入り込まない地形のところに建ち、冬でも日中は扇風機を回している。牛舎の床には、おがくず・籾殻・木皮を混合したものを敷き詰めている。古くなったおがくずなどは牛糞と共におよそ8か月発酵させ、肥料にする。

## 歴史
現在の鳥羽市加茂地区では1910年（明治43年）時点で95戸の農家がウシを飼育し、1920年（大正9年）には124頭のウシを飼っていたが、戦前のウシの飼育は水田耕作が目的であった。そして、1950年（昭和25年）頃になると加茂地区に乳牛が持ち込まれ、牛乳の処理所が設置されたほか、1954年（昭和29年）には家畜人工授精所が開設された。1954年（昭和29年）時点は11戸が17頭の乳牛を飼育、1963年（昭和38年）には36戸56頭まで拡大した。
しかしながら、加茂地区の乳牛飼育は次第に衰退、肉牛飼育へ転換し、平成初期頃には1000頭のウシが河内町・岩倉町・松尾町・白木町で飼われるようになる。飼育農家らは「加茂ビーフ生産協議会」を立ち上げ、10人が加入していたが、加茂牛飼育農家は徐々に減っていき、2006年（平成18年）時点で2戸となり、2010年（平成22年）には木田牧場のみとなった。
2011年（平成23年）1月25日には、全国学校給食週間に合わせて加茂牛を使ったビーフシチューが鳥羽市内の小・中学校10校の学校給食で提供された。

## 飼育方法
加茂牛の飼育を行う木田牧場では、北海道中川郡池田町から生後約6か月の子牛（去勢済み）を仕入れ、肥育する。この時の牛の重量はおよそ300kgである。ここから加茂で14か月間（生後20か月）育てられる。生活協同組合（生協）では、飼育農家と購入者である生協組合員とが直接的に交流している。
飼料には全国農業協同組合連合会（全農）の独自ブランドのものを使っており、牧草や藁、アルファルファ、岩塩も与えている。飼料は抗生物質やホルモン剤、肉骨粉を一切含まず、無理に太らせるような飼養法は取らない。この方法により、脂っぽくなく牛肉本来の味のする牛肉になる。飼料はウシの成長に合わせてコンピュータで自動的に1日4回与える。牧草や藁は朝夕2回手作業で与え、ウシの健康状態の確認を行う。特に北海道からやって来たばかりの子牛には細心の注意が払われる。飲料水は山の湧き水を使い、ウシが顎でレバーを押すと出るようになっている。
出荷する頃には、牛の体重は700kgから800kgまでに成長する。飼育農家の木田によれば、俵のような形をしたウシが良いという。

## 流通経路
加茂地区で飼育され、出荷の時を迎えた加茂牛は松阪食肉センターに運ばれ、価格が決定される。この際腎臓を検査し、抗生物質の残留がないか調べられる。その後、四日市食肉センターに送られて食肉に切り分けられ、生活協同組合と伊勢農業協同組合（旧鳥羽志摩農業協同組合）鳥羽支店を通して販売される。
鳥羽市内では鳥羽一番街にある洋食店・グランブルーが、とばーがーの1つとして加茂牛を使った「BeefPorkEggバーガー」を販売するほか、相差町の宿泊施設・リゾートヒルズ豊浜が加茂牛のステーキを提供している。